# Judô nos Jogos Pan-Americanos de 2011 - Até 66 kg masculino
A categoria até 66 kg masculino do judô nos Jogos Pan-Americanos de 2011 foi disputada em 28 de outubro no Ginásio do CODE II com 10 judocas, cada um representando um país.

## Calendário
Horário local (UTC-6).
| Data          | Horário | Fase                |
| ------------- | ------- | ------------------- |
| 28 de outubro | 11:00   | Preliminares        |
| 28 de outubro | 11:32   | Quartas-de-final    |
| 28 de outubro | 12:44   | Repescagem          |
| 28 de outubro | 13:40   | Semifinal           |
| 28 de outubro | 17:00   | Disputa pelo bronze |
| 28 de outubro | 17:16   | Final               |

## Medalhistas
| Ouro   | BRA Leandro Cunha                       |
| Prata  | USA Kenneth Hashimoto                   |
| Bronze | CUB Anyelo Gómez VEN Ricardo Valderrama |

## Resultados

### Chave
|  | Primeira rodada       | Primeira rodada       | Primeira rodada |  |  | Quartas-de-final       | Quartas-de-final       | Quartas-de-final      |     |                        | Semifinais             | Semifinais            | Semifinais |  |  | Final | Final | Final |
|  |                       |                       |                 |  |  |                        |                        |                       |     |                        |                        |                       |            |  |  |       |       |       |
|  |                       |                       |                 |  |  |                        |                        |                       |     |                        |                        |                       |            |  |  |       |       |       |
|  |                       |                       |                 |  |  | VEN Ricardo Valderrama | VEN Ricardo Valderrama | 010                   |     |                        |                        |                       |            |  |  |       |       |       |
|  |                       |                       |                 |  |  | CUB Anyelo Gómez       | CUB Anyelo Gómez       | 003                   |     |                        |                        |                       |            |  |  |       |       |       |
|  |                       |                       |                 |  |  |                        |                        |                       |     | VEN Ricardo Valderrama | VEN Ricardo Valderrama | 001                   |            |  |  |       |       |       |
|  | USA Kenneth Hashimoto | USA Kenneth Hashimoto | 100             |  |  |                        | USA Kenneth Hashimoto  | USA Kenneth Hashimoto | 010 |                        |                        |                       |            |  |  |       |       |       |
|  | CHI Alejandro Zuñiga  | CHI Alejandro Zuñiga  | 000             |  |  | USA Kenneth Hashimoto  | USA Kenneth Hashimoto  | 101                   |     |                        |                        |                       |            |  |  |       |       |       |
|  |                       |                       |                 |  |  | ECU Flavio Verdugo     | ECU Flavio Verdugo     | 000                   |     |                        |                        |                       |            |  |  |       |       |       |
|  |                       |                       |                 |  |  |                        |                        |                       |     |                        | USA Kenneth Hashimoto  | USA Kenneth Hashimoto | 000        |  |  |       |       |       |
|  |                       |                       |                 |  |  |                        | BRA Leandro Cunha      | BRA Leandro Cunha     | 121 |                        |                        |                       |            |  |  |       |       |       |
|  |                       |                       |                 |  |  | BRA Leandro Cunha      | BRA Leandro Cunha      | 101                   |     |                        |                        |                       |            |  |  |       |       |       |
|  | CAN Sasha Mehmedovic  | CAN Sasha Mehmedovic  | 002             |  |  | CAN Sasha Mehmedovic   | CAN Sasha Mehmedovic   | 000                   |     |                        |                        |                       |            |  |  |       |       |       |
|  | PER Humberto Wong     | PER Humberto Wong     | 001             |  |  |                        |                        |                       |     | BRA Leandro Cunha      | BRA Leandro Cunha      | 100                   |            |  |  |       |       |       |
|  |                       |                       |                 |  |  |                        | MEX Francisco Carreón  | MEX Francisco Carreón | 000 |                        |                        |                       |            |  |  |       |       |       |
|  |                       |                       |                 |  |  | ESA Carlos Figueroa    | ESA Carlos Figueroa    | 000                   |     |                        |                        |                       |            |  |  |       |       |       |
|  |                       |                       |                 |  |  | MEX Francisco Carreón  | MEX Francisco Carreón  | 001                   |     |                        |                        |                       |            |  |  |       |       |       |
|  |                       |                       |                 |  |  |                        |                        |                       |     |                        |                        |                       |            |  |  |       |       |       |

### Repescagem
| Primeira rodada      | Primeira rodada |  |  | Semifinais           | Semifinais |  |  | Disputas pelo bronze   | Disputas pelo bronze |
|                      |                 |  |  |                      |            |  |  |                        |                      |
| CUB Anyelo Gómez     |                 |  |  |                      |            |  |  | CUB Anyelo Gómez       | 001 GS               |
|                      |                 |  |  |                      |            |  |  | MEX Francisco Carreón  | 000                  |
|                      |                 |  |  | CUB Anyelo Gómez     | 002        |  |  |                        |                      |
|                      |                 |  |  | ECU Flavio Verdugo   | 001        |  |  |                        |                      |
| CHI Alejandro Zuñiga | 000             |  |  |                      |            |  |  |                        |                      |
| ECU Flavio Verdugo   | 001             |  |  |                      |            |  |  |                        |                      |
|                      |                 |  |  |                      |            |  |  |                        |                      |
| CAN Sasha Mehmedovic |                 |  |  |                      |            |  |  | CAN Sasha Mehmedovic   | 000                  |
|                      |                 |  |  |                      |            |  |  | VEN Ricardo Valderrama | 100                  |
|                      |                 |  |  | CAN Sasha Mehmedovic | 101        |  |  |                        |                      |
|                      |                 |  |  | ESA Carlos Figueroa  | 001        |  |  |                        |                      |
| ESA Carlos Figueroa  |                 |  |  |                      |            |  |  |                        |                      |
|                      |                 |  |  |                      |            |  |  |                        |                      |